# كازو هاتوياما
كازو هاتوياما هو دبلوماسي ومحامي وسياسي ياباني، ولد في 6 مايو 1856 في طوكيو في اليابان، وتوفي في 3 أكتوبر 1911 في طوكيو في اليابان بسبب سرطان المريء. نشط حزبياً في ريكن سيوكي. وقد انتخب عضو مجلس النواب الياباني ‏ وانتخب Speaker of the House of Representatives (Japan) ‏.